# Mizar
Mizar eller Zeta Ursae Majoris (ζ Ursae Majoris, förkortat Zeta Uma, ζ UMa), som är stjärnans Bayer-beteckning, är en trippelstjärna i den västra delen av stjärnbilden Stora Björnen och ingår i Karlavagnen. Den har en skenbar magnitud på +2,04 och är synlig för blotta ögat. Baserat på parallaxmätningar i Hipparcos-uppdraget på 39,4 mas beräknas den befinna sig på ca 83 ljusårs (25 parsek) avstånd från solen.

## Nomenklatur
Zeta Ursae Majoris har det traditionella namnet Mizar som kommer från arabiskans  لمئزر mi'zar , som betyder "gördel, förkläde, omslag". År 2016 organiserade Internationella astronomiska unionen en arbetsgrupp för stjärnnamn (WGSN) för att katalogisera och standardisera riktiga namn för stjärnor. WGSN:s första bulletin av juli 2016 innehöll en tabell över de första två satserna av namn som fastställts av WGSN och som anger namnet Mizar för Zeta UMa Aa.

## Egenskaper
Med blotta ögat går det att skönja en ljussvagare drabant, Alcor (80 Ursae Majoris). Alcor har skenbar magnitud +3,99. Stjärnorna brukar ibland kallas hästen och ryttaren, och förmågan att se de två stjärnorna har använts som ett slags syntest i många kulturer. Stjärnorna ligger mer än en fjärdedels ljusår ifrån varann, och även om deras egenrörelser visar att de rör sig genom rymden tillsammans är det fortfarande okänt om de är en riktig dubbelstjärna eller en optisk dubbelstjärna som de idag tros vara.
Fler komponenter i Mizarsystemet upptäcktes efter uppfinningen av teleskopet och spektroskopin. Mizar var den första dubbelstjärnan som upptäcktes teleskopiskt, troligtvis av Benedetto Castelli som 1617 bad Galileo Galilei att observera den. Galileo framställde då en detaljerad rapport över dubbelstjärnan. Senare, runt 1650, skrev Riccioli om Mizars drabant. Denna komponent, Mizar B, har skenbar magnitud +4,0 och spektralklass A7, och kommer så nära som 380 AE från Mizar A; det tar tusentals år för de två att göra ett omlopp runt varandra. Sedan blev Mizar A upptäckt som den första spektroskopiska dubbelstjärnan, av Pickering 1889. De två komponenterna är båda ungefär 35 gånger ljusstarkare än solen, och fullbordar ett kretslopp runt varandra vart tjugonde dygn. Mizar B (men inte Alcor!) avslöjades även den vara en spectroskopisk dubbelstjärna. 1996 kunde Mizar A-komponenterna avbildas i extrem hög upplösning av NPOI.